# Przegląd Wschodni
Przegląd Wschodni – kwartalnik naukowy ukazujący się od 1991, poświęcony dziejom Europy Wschodniej, historii i współczesności Polaków żyjących na Wschodzie oraz związków Polski i Polaków z Europą Wschodnią i narodami tego regionu.
Redaktorem naczelnym pisma jest Jan Malicki. Od 1994 przyznawana jest Nagroda „Przeglądu Wschodniego” za najwybitniejsze książki naukowe o tematyce wschodnioeuropejskiej.
W okresie międzywojennym wydawany był miesięcznik o tej samej nazwie: „Przegląd Wschodni. Miesięcznik poświęcony badaniu rzeczywistości sowieckiej i stosunków wzajemnych Polski i ZSRR”.